# Robert Dozier
Robert Dozier (Lithonia, 6 de novembro de 1985) é um jogador norte-americano de basquete profissional. Foi o número 60 do Draft de 2009 escolhido pelo Miami Heat.